# Protestantse kerk (Scherpenzeel)
De protestantse kerk van Scherpenzeel is een kerkgebouw in de gemeente Weststellingwerf in de Nederlandse provincie Friesland.

## Beschrijving
De driezijdig gesloten zaalkerk uit 1788 kreeg in 1860 aan de noordzijde een dwarsarm en in 1879 een toren van drie geledingen met ingesnoerde naaldspits. De luidklok (1638) is gegoten door Jacob Noteman. De kerk is een rijksmonument. Ype Staak vervaardigde in 1788 vier gebrandschilderde ramen. Het orgel uit 1881 is gemaakt door L. van Dam & Zonen.

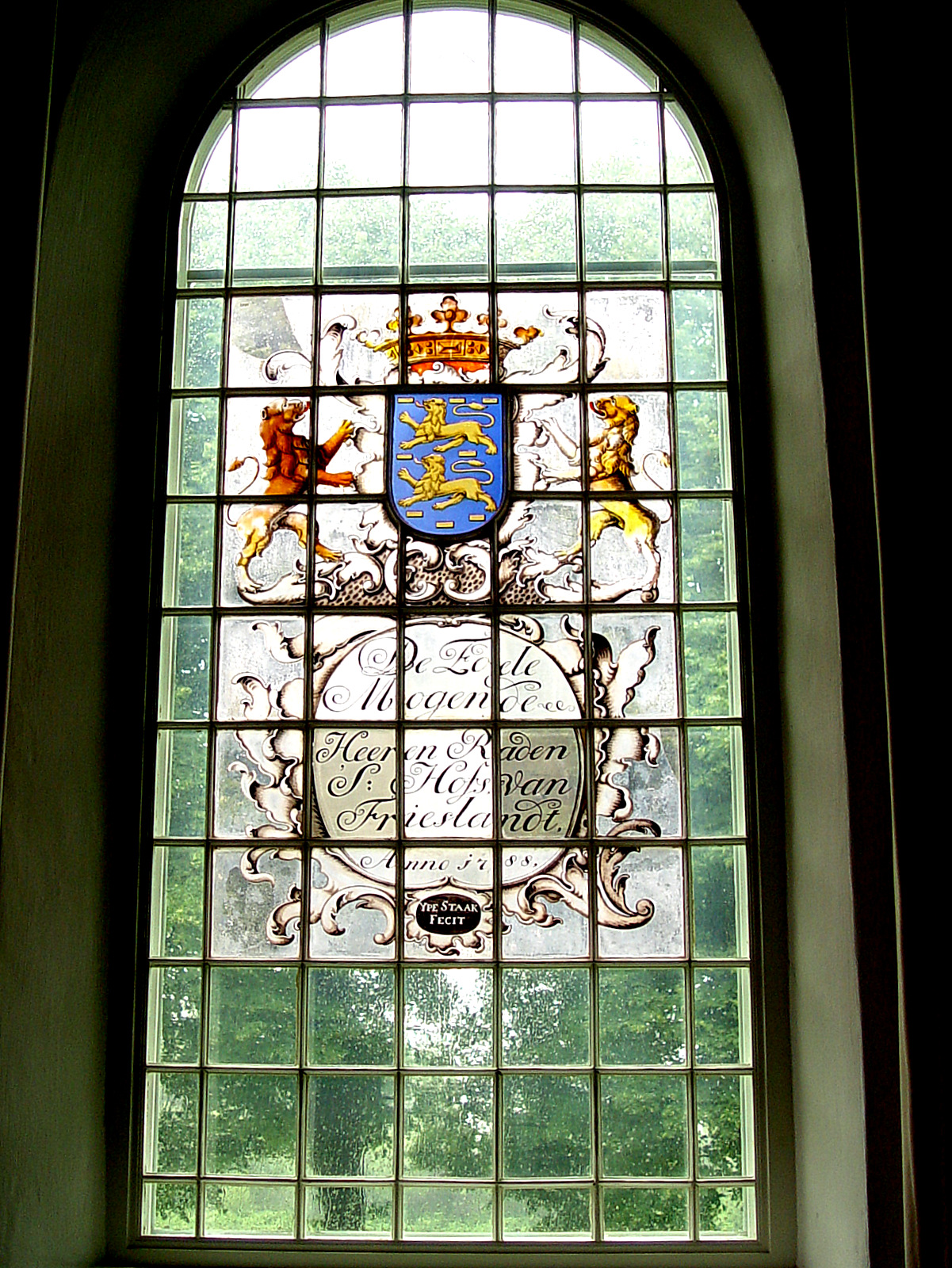
Raam gemaakt door Ype Staak
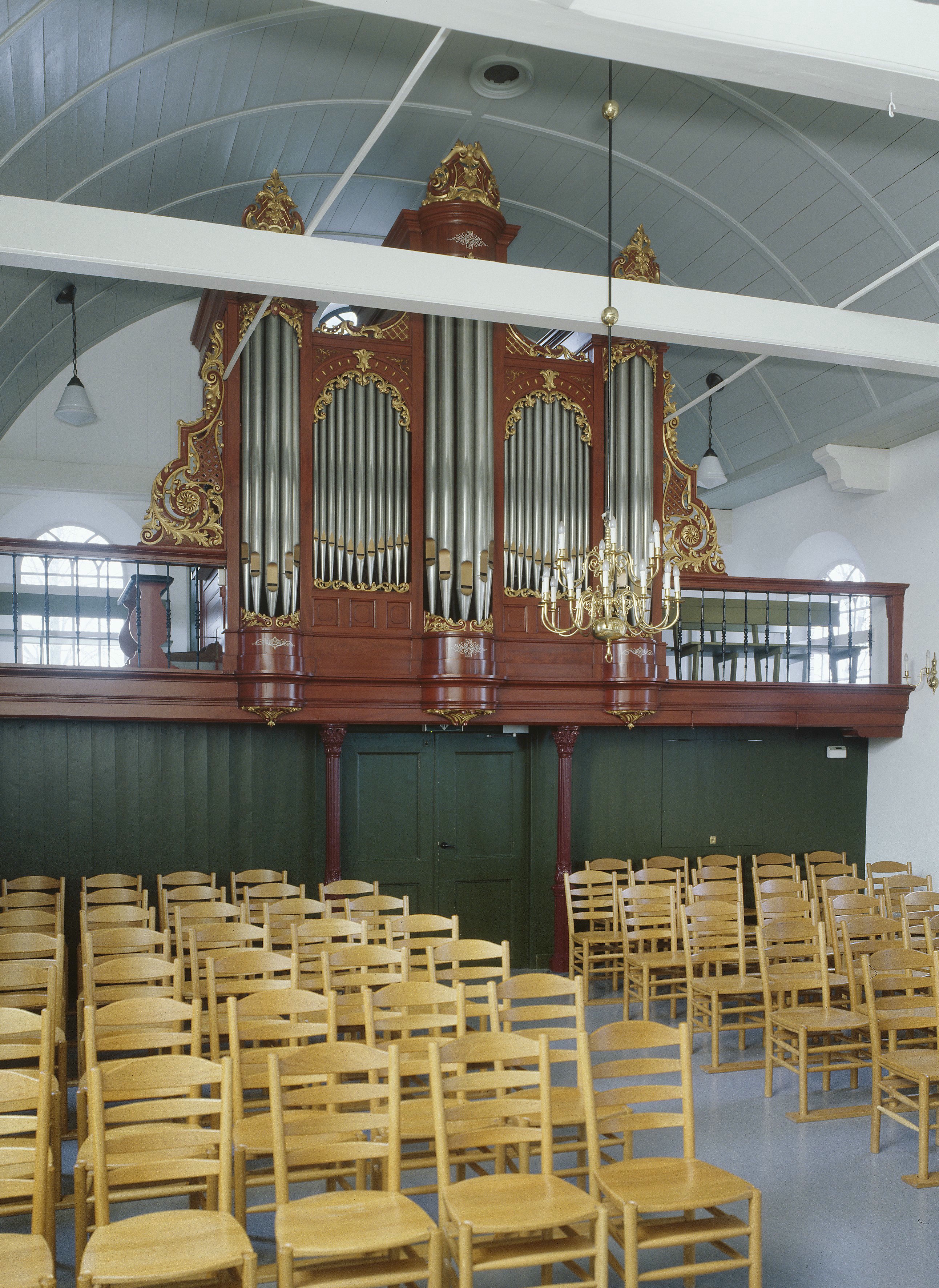
Interieur met orgel in 2006

Er wordt gekerkt door de protestantse gemeente Scherpenzeel/ Munnekeburen.